# ريم كين
ريم كين (بالخميرية: រីម គីន)‏ (1911 - 1959)؛ كاتب وروائي كمبودي.